# 小林千晴

小林 千晴（こばやし ちはる、1973年1月19日 - ）は、日本の女優で東京都出身。父は俳優の小林稔侍で、兄も同じく俳優の小林健である。
二松學舍大学附属高等学校卒業。特技はバイオリン、日舞。テレビドラマでは父や兄との共演が多い。

## 出演

### テレビドラマ
- HOTEL 第3シリーズ　第22話（1994年、TBS）
- 味いちもんめ（1995年、ANB）
- あなたに10億円さしあげます!連続殺人（1996年、ABC）
- 月曜ドラマスペシャル⇒月曜ミステリー劇場⇒月曜ゴールデン （TBS）
  - 早乙女千春の添乗報告書シリーズ（1996年 - ） - 権俵エミ子 役
  - 斜光（1998年）
  - 税務調査官・窓際太郎の事件簿
    - 第7作（2001年）- 鳴門温泉の仲居・よね子 役
    - シリーズ レギュラー（2005年 - ）- 北島冬美 役

  - 宗像教授シリーズ（2003年 - ） - 野間洋子 役
  - 示談交渉人 甚内たま子 裏ファイルシリーズ（2005年 - 2008年）- 示談交渉人 平野葉子 役
  - 新・示談交渉人 裏ファイルシリーズ（2011年 - 2014年） - 損害調査員 二村純 役
- 連続テレビ小説 / あぐり（1997年、NHK）
- 藤沢周平の用心棒日月抄（1997年、ANB） - 相模屋吉蔵の妹・おいね 役
- 金曜エンタテイメント　（CX）
  - ナースな探偵 2 「〜幽霊は復讐する〜病院旧館の閉ざされた手術室…扉の向こうに隠された血ぬられた過去とは!?嵐の夜に起こるエリート医師惨殺事件の謎」（1998年）
  - 地獄の花嫁シリーズ（1999年 - 2003年）- 着付け係 坂本芙美 役
  - 昼下がり 社宅奥様捜査隊（2001年）
- 科捜研の女
  - SEASON 2（2000年、ANB） - 大森泉 役
  - SEASON 3 - SEASON 4（2001年 - 2002年、ANB） - 黒井千佳 役
- 旅の終りに（2002年、TX）
- 土曜ワイド劇場
  - 松本清張スペシャル・状況曲線（1994年、EX）- 伊豆長岡温泉の芸者 役
  - なんでも屋探偵帳（1996年、ABC）
  - 炎の警備隊長・五十嵐杜夫シリーズ（2003年 - 2005年・2007年、ABC） - 笠原多賀子 役
  - 京都南署鑑識ファイルシリーズ（2005年 - EX） - 及川エミリ 役
- ひと夏のパパへ（2003年、TBS） - 二本柳のん 役
- 義経（2005年、NHK） - 桂 役
- 京都地検の女（2005年 - 、EX） - 柿野たまこ 役
- 水曜ミステリー9
  - 鉄道警察官・清村公三郎シリーズ（2005年 - TX） - 山崎萌 役
  - 高村薫サスペンス・去りゆく日に（2009年 - TX） - 事務員 役
- 結婚できない男 第7話「親戚づきあいが嫌いで悪いか!!」（2006年、KTV）

### 映画
- 評議（2006年、ファインエンターテイメント）
- 星めぐりの町（2018年、ファントム・フィルム）

### その他の番組
- いい旅・夢気分（2011年、TX）